# Vidoši
Vidoši (en cyrillique : Видоши) est un village de Bosnie-Herzégovine. Il est situé dans la municipalité de Livno, dans le canton 10 et dans la fédération de Bosnie-et-Herzégovine. Selon les premiers résultats du recensement bosnien de 2013, il compte 538 habitants.

## Géographie

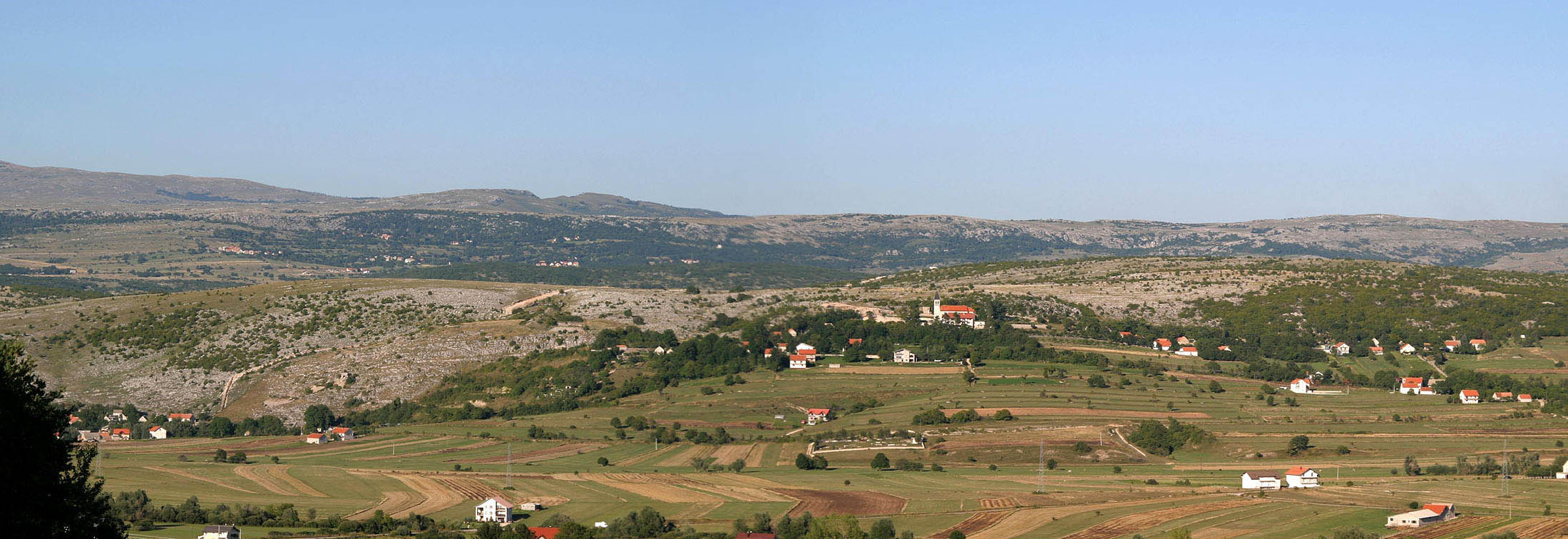
Vue générale de Vidoši

## Histoire
Sur le territoire du village se trouve le site archéologique de Velika gradina qui abrite des vestiges de fortifications remontant à la Préhistoire ; ce site est inscrit sur la liste des monuments nationaux de Bosnie-Herzégovine.

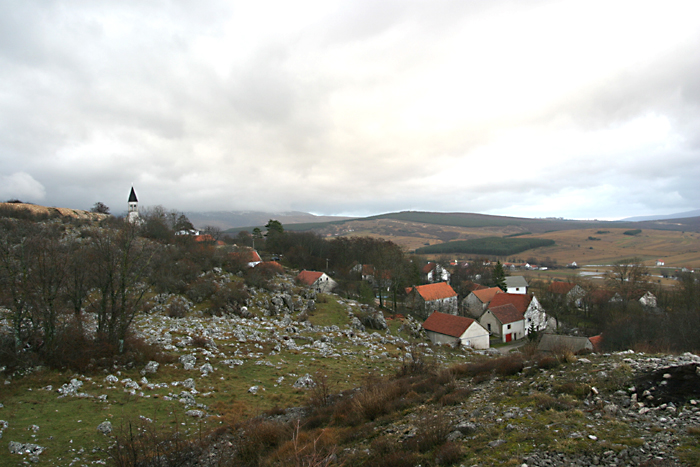
Le site de Velika gradina

L'église de l'Immaculée-Conception de Vidoši, une église catholique construite entre 1853 et 1856, est elle aussi inscrite, avec le maître-autel et deux peintures de Gabrijel Jurkić.

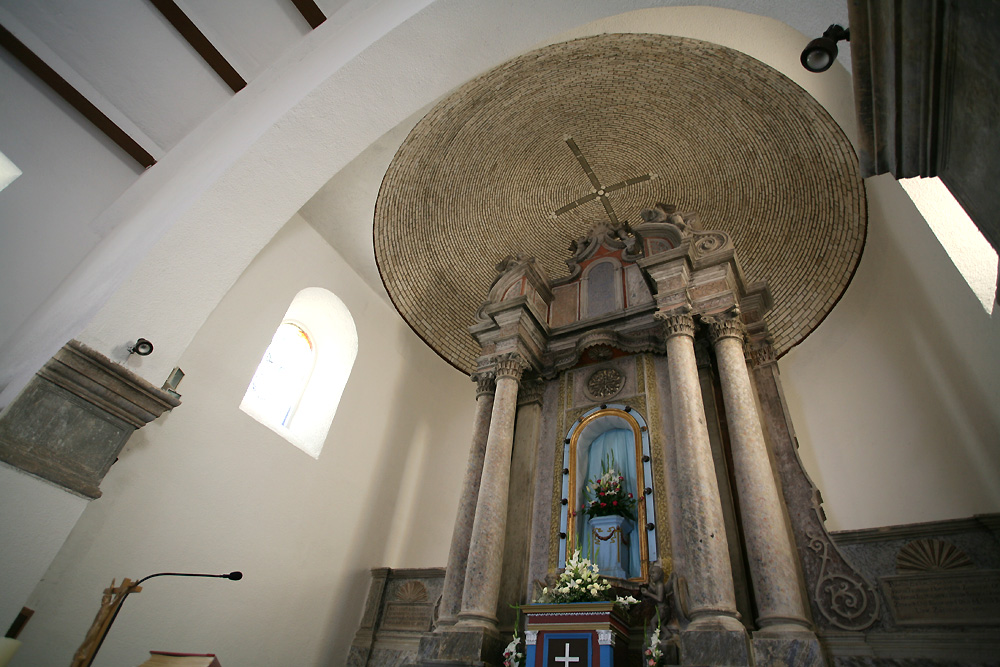
Le maître-autel de l'église de l'Immaculée-Conception

## Démographie

### Évolution historique de la population
| 1948 | 1953 | 1961 | 1971 | 1981 | 1991 | 2013 |
| ---- | ---- | ---- | ---- | ---- | ---- | ---- |
| -    | -    | 472  | 615  | 516  | 569  | 538  |

|  |

### Communauté locale
En 1991, la communauté locale de Vidoši comptait 3 095 habitants, répartis de la manière suivante :